# Discografia de Poets of the Fall
Este artigo traz a discografia da banda de rock alternativo finlandesa Poets of the Fall. A banda também gravou algumas músicas que foram usadas nas franquias dos jogos Alan Wake, usando o nome da banda fictícia Old Gods of Asgard.

## Discografia

### Álbuns

#### Estúdio
| #  | Álbum               | Data de lançamento                                                             | Paradas musicais        | Certificações              |
| -- | ------------------- | ------------------------------------------------------------------------------ | ----------------------- | -------------------------- |
| #  | Álbum               | Data de lançamento                                                             | Suomen virallinen lista | Certificações              |
| 01 | Signs of Life       | 19 de Janeiro de 2005 Agosto de 2005 Data de lançamento desconhecida           | #1                      | Certificação IFPI: Platina |
| 02 | Carnival of Rust    | 12 de Abril de 2006 12 de Setembro de 2006 Outubro de 2006 20 de Abril de 2007 | #1                      | Certificação IFPI: Platina |
| 03 | Revolution Roulette | 26 de Março de 2008                                                            | #1                      | Certificação IFPI: Ouro    |
| 04 | Twilight Theater    | 17 de Março de 2010 29 de Outubro de 2010 ,                                    | #1                      | Certificação IFPI: Ouro    |
| 05 | Temple of Thought   | 21 de Março de 2012 20 de Julho de 2012                                        | #3                      |                            |
| 06 | Jealous Gods        | 19 de Setembro de 2014 (iTunes, Spotify)                                       | #1                      |                            |
| 07 | Clearview           | 30 de Setembro de 2016                                                         | #2                      |                            |
| 08 | Ultraviolet         | 05 de Outubro de 2018                                                          | #1                      |                            |
| 09 | Ghostlight          | 29 de Abril de 2022                                                            |                         |                            |

#### Ao Vivo / Acústicos
| #  | Álbum                      | Data de lançamento     | Formato(s)            | Desempenho nas Paradas musicais | Certificações |
| -- | -------------------------- | ---------------------- | --------------------- | ------------------------------- | ------------- |
| 01 | Live in Moscow 2013        | 14 de Setembro de 2013 | CD e DVD              |                                 |               |
| 02 | Alexander Theatre Sessions | 11 de Dezembro de 2020 | CD / Vinyl / Cassette | 2                               |               |

#### Compilações/Coletâneas
| #  | Álbum                                                                              | Data de lançamento      | Formato(s)                     | Paradas musicais | Certificações |
| -- | ---------------------------------------------------------------------------------- | ----------------------- | ------------------------------ | ---------------- | ------------- |
| 01 | Best of Poets of the Fall                                                          | 18 de Setembro de 2009  | CD                             |                  |               |
| 02 | Alchemy Vol.1                                                                      | 16 de Março de 2011     | CD e DVD                       | #9               |               |
| 03 | Instrumental Collection Vol. 1                                                     | 15 de Janeiro de 2016   | Digital download (iTunes only) | —                |               |
| 04 | Old Gods of Asgard: Memory Thought Balance Ruin / Rochard Original Game Soundtrack | 15 de Janeiro de 2016   | Digital download (iTunes only) | —                |               |
| 05 | Instrumental Collection Vol. 1                                                     | 19 de Fevereiro de 2016 | Digital download               | —                |               |

### Singles
| #  | Single                                | Data de lançamento                        | Paradas musicais | Certificações |
| -- | ------------------------------------- | ----------------------------------------- | ---------------- | ------------- |
| 01 | Late Goodbye*                         | 30 de Junho de 2004                       | #14              | -             |
| 02 | Lift*                                 | 9 de Setembro de 2004                     | #8               | -             |
| 03 | Carnival of Rust*                     | 22 de Março de 2006 1 de Dezembro de 2006 | #2               | -             |
| 04 | Sorry Go 'Round                       | 16 de Agosto de 2006                      | #7               | -             |
| 05 | Locking Up the Sun*                   | 29 de Novembro de 2006                    | #3               | -             |
| 06 | The Ultimate Fling*                   | 6 de Fevereiro de 2008                    | #2               | -             |
| 07 | Diamonds for Tears                    | 21 de Maio de 2008                        | #13              | -             |
| 08 | Dreaming Wide Awake (Limited Edition) | 3 de Fevereiro de 2010                    | #18              | -             |
| 09 | Can You Hear Me                       | 2 de Fevereiro de 2011 (Download)         | -                | -             |
| 10 | Cradled in Love                       | 25 de Janeiro de 2012 (Download)          | #16              | -             |
| 11 | Kamikaze Love                         | 13 de Abril de 2012                       | -                | -             |
| 12 | The Lie Eternal                       | 3 de Julho de 2012                        | -                | -             |
| 13 | Daze                                  | 22 de Agosto de 2014                      | -                | -             |
| 14 | Love Will Come To You                 | 22 de Janeiro de 2015 (Download)          | -                | -             |
| 15 | Choice Millionaire                    | 17 de Agosto de 2015 (Download)           | -                | -             |
| 16 | Drama for Life (Radio Edit)           | 5 de Agosto de 2016 (Download)            | -                | -             |
| 17 | False Kings                           | 31 de Janeiro de 2018 (Download)          | -                | -             |

* = Uma versão completa da música pode ser encontrada no MySpace da banda

### Outras faixas
- Maybe Tomorrow is a Better Day

(Download gratuito disponibilizado em POTFmedia.com)
- The Beautiful Ones

### Cover songs
| Canção                | Artista Original | Gravado em                           | Ref    |
| --------------------- | ---------------- | ------------------------------------ | ------ |
| "Tobacco Road"        | Dingo            | Melkein vieraissa – Nimemme on Dingo | [ 47 ] |
| "You Know My Name"    | Chris Cornell    | Livenä Vieraissa                     | [ 48 ] |
| "Rolling in the Deep" | Adele            | Nova Stage                           |        |

## Videografia
| #  | Video                                          | Ano  | Diretor(es)                                  |
| -- | ---------------------------------------------- | ---- | -------------------------------------------- |
| 01 | Late Goodbye                                   | 2004 | Stobe Harju                                  |
| 02 | Lift                                           | 2004 | Stobe Harju                                  |
| 03 | Carnival of Rust                               | 2006 | Stobe Harju                                  |
| 04 | Locking Up the Sun                             | 2006 | Stobe Harju                                  |
| 05 | The Ultimate Fling                             | 2008 | Sami Mäkelä, Jussi Rautaniemi, Minni Wiitala |
| 06 | Diamonds for Tears                             | 2008 | Niina Miettinen                              |
| 07 | Carnival of Rust (Special Edition HD Remaster) | 2009 | Tuomas Harju                                 |
| 08 | Dreaming Wide Awake                            | 2010 | Oskari Sipola                                |
| 09 | War                                            | 2010 | Aleksi Koskinen, Akseli Tuomivaara           |
| 10 | Can You Hear Me                                | 2011 | Mikko Harma                                  |
| 11 | Balance Slays the Demon                        | 2012 | Remedy Entertainment                         |
| 12 | Cradled in Love                                | 2012 | Santeri Enstedt, Mikko Harma                 |
| 13 | "Daze"                                         | 2014 | Saku-Petteri Perintö                         |
| 14 | "Love Will Come To You"                        | 2015 | Saku-Petteri Perintö                         |
| 15 | "Choice Millionaire"                           | 2015 | Saku-Petteri Perintö                         |
| 16 | "Drama for Life"                               | 2016 | Saku-Petteri Perintö                         |
| 16 | "Children of the Sun"                          | 2017 | Saku-Petteri Perintö                         |
| 18 | "Moonlight Kissed"                             | 2017 | Miika Hakala                                 |
| 19 | "False Kings"                                  | 2018 | Miika Hakala                                 |

## Participações em Outros Projetos

### Old Gods of Asgard
| Canção                    | Duração | Episódio em que a música é encontrada | Obs. |
| ------------------------- | ------- | ------------------------------------- | --- |
| The Poet and the Muse     | 4:17    | The Truth (Alan Wake)                 | Tema de encerramento do episódio quatro (The Truth), e está incluída no jogo, bem como na trilha sonora do mesmo. |
| Children of the Elder God | 3:37    | The Truth (Alan Wake)                 | A canção foi escrita especificamente para o jogo e pode ser ouvida durante uma sequência de combate que acontece durante o episódio quatro (The Truth), bem como durante o início do segundo episódio do conteúdo baixavel (The Writer). Neste último, guitarras e vocais da canção são editadas para soar fora de tom. A versão original da canção está incluída na trilha sonora do jogo. |
| Balance Slays the Demon   | 5:15    | Alan Wake's American Nightmare        | A canção pode ser ouvida no Act 1, Parte 3 no back office do drive-in em um rádio. |

- Notas: As 3 canções acima estão presentes no álbum Old Gods of Asgard: Memory Thought Balance Ruin.

### Aparições em Outras Mídias
| Canção             | Tipo de Aparição                    | Tipo de mídia                  | Obs. |
| ------------------ | ----------------------------------- | ------------------------------ | --- |
| Late Goodbye       | Max Payne 2: The Fall of Max Payne  | video game (PS2, Win, Xbox)    | - Tema de encerramento do jogo, que foi escrito especificamente para ele. - É cantada, assobiada e até mesmo executada ao piano por vários personagens ao longo do jogo.                                                                         |
| Lift               | 3DMark 05                           | benchmarking software          | A canção foi aqui creditada como "Lift Me Higher". |
| Locking up the Sun | Heroes                              | série de televisão             | Música usada no anúncios do programa na Finlândia. |
| Carnival of Rust   | trilha-sonora do filme Suden vuosi. | Filme                          | |
| A banda            | Phoenix Effect – King See No Evil   | videoclipe                     | |
| War                | Alan Wake                           | video game (Xbox 360, Win)     | Tema de encerramento do episódio cinco (The Clicker). Durante o episódio, a canção é interpretada por Pat Maine em seu programa de rádio durante uma sequência de combate em um armazém. A canção também está incluída na trilha sonora do jogo. |
| Late Goodbye       | Alan Wake                           | video game (Xbox 360, Win)     | referenciado na página do manuscrito The Sudden Stop 2, que aparece no início do episódio dois (Taken). |
| A banda            | Alan Wake                           | video game (Xbox 360, Win)     | A banda pode ser vista brevemente no "Harry Garrett Show", que pode ser assistido ao ligar a televisão no apartamento de Alan Wake no início do episódio seis (Departure).                                                                       |
| Can You Hear Me    | Death Rally                         | video game (iPhone, iPad, Win) | End credits theme |
| Grinder's Blues    | Rochard                             | video game (PSN, Win, Linux)   | Música gravada especificamente para o jogo, e que está inclusa na trilha-sonora do mesmo. |
| The Happy Song     | Alan Wake's American Nightmare      | video game (Win, XBLA)         | Toca sempre que o Mr. Scratch aparece. |